# Bambiraptor
A Bambiraptor a madárszerű dromaeosaurida dinoszauruszok 75 millió évvel ezelőtt élt neme, melyet a Kansasi Egyetem, a Yale Egyetem és a New Orleans-i Egyetem tudósai fedeztek fel. A Bambiraptor magassága nem haladta meg a 0,3 métert, a hossza kevesebb volt, mint 0,7 méter, a tömege pedig alig 2 kilogramm lehetett. Úgy tűnik, hogy a példány fiatal volt, és az is lehetséges, hogy a fosszília valójában egy fiatal Saurornitholesteshez tartozik. Kis mérete miatt a faj a Bambiraptor feinbergi nevet kapta, a népszerű Disney-karakter neve és a példányt a floridai Graves Természetrajzi Múzeumnak (Graves Museum of Natural History) megvásároló és adományozó gazdag család neve után.

## Felfedezés

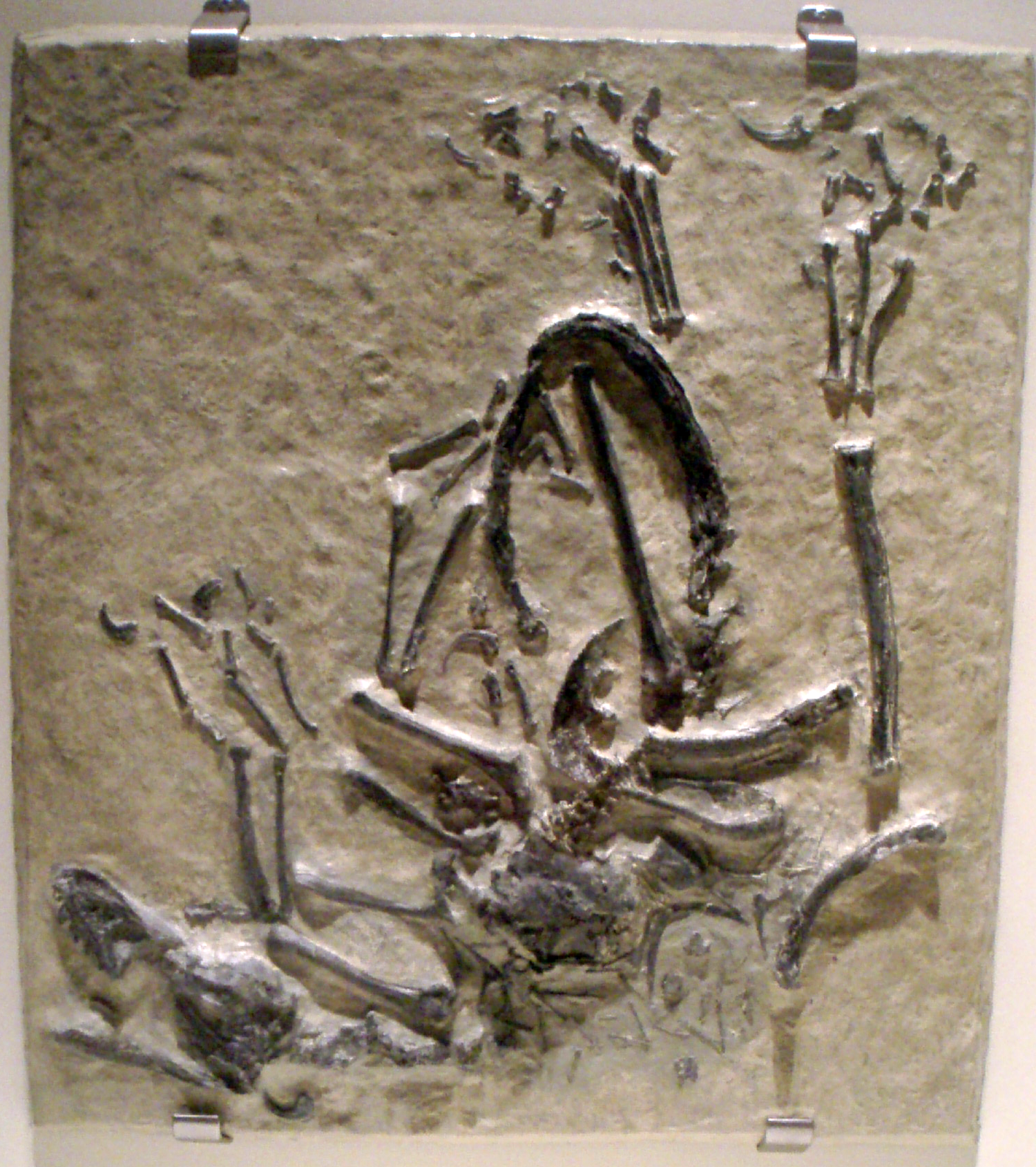
A Bambiraptor feinbergi fosszíliája, torontói Royal Ontario Museum kiállításán

A Bambiraptor csontvázát egy 14 éves fosszíliavadász, Wes Linster fedezte fel, aki a szüleivel dinoszaurusz maradványokat keresett a montanai Glacier Nemzeti Park közelében. Linster a Time magazinnak adott interjújában elmondta, hogy egy magas dombon talált rá a csontvázra. A dombtetőn talált csontok miatt ásatás kezdődött, amely során előkerült a körülbelül 95 százalékban teljes csontváz. A teljessége miatt a Floridai Őslénytani Intézet (Florida Paleontology Institute) igazgatója, Martin Shugar a leletet a régészek számára az egyiptomi hieroglifák megfejtését lehetővé tevő rosette-i kőhöz hasonlította. A Yale Egyetem őslénykutatója, John Ostrom, aki a Deinonychus 1964-ben történt felfedezése után felelevenítette a madarak dinoszauruszoktól való származásának elméletét, „gyöngyszemnek” nevezve a példányt egyetértett ezzel az állítással, és kijelentette, hogy a csontok teljessége és sértetlensége elősegíti, hogy a tudósok jobban megértsék a dinoszauruszok és a madarak közötti kapcsolatot. A példány jelenleg a New York-i Amerikai Természetrajzi Múzeumban (American Museum of Natural History) található.

## Anatómia

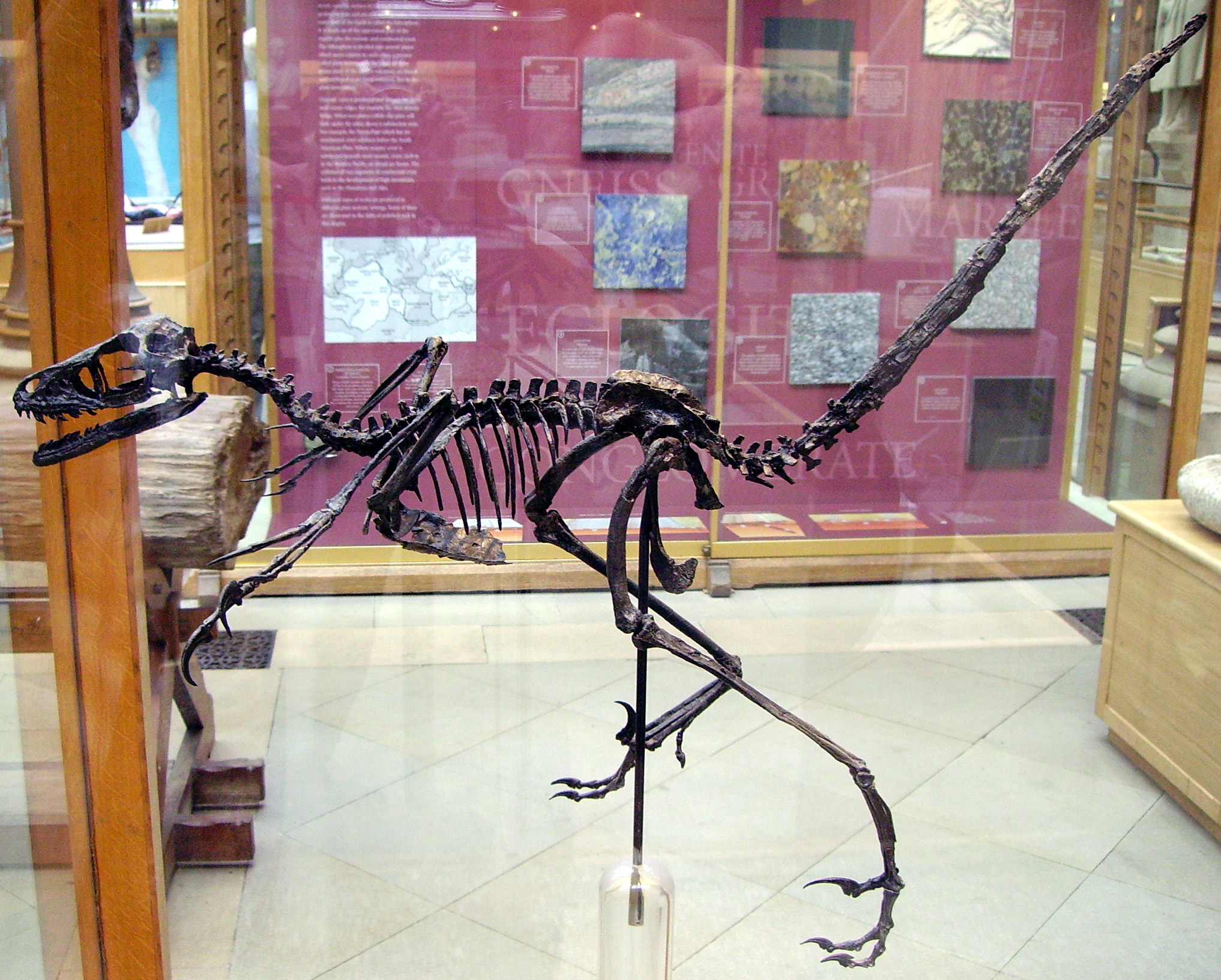
A Bambiraptor csontváza az Oxfordi Egyetem Természetrajzi Múzeumában (Oxford University Museum of Natural History)

A texasi Orange-ben levő Lamar State College-ben elvégzett kutatás azt jelezte, hogy a Bambiraptor szembefordítható mellső lábkarmokkal rendelkezett, és hogy a mellső lábával képes volt a száját is elérni. Ez lehetővé tette az állat számára, hogy a zsákmányt a mai emlősökhöz hasonlóan a mellső lábaival meg tudja tartani, és a szájába tudja helyezni.
A Bambiraptor agyának mérete elérte a mai madarak agyméretének alsó határát. Mivel megnagyobbodott kisagya azt jelezheti, hogy gyorsaságban és intelligenciában felülmúlta a többi dromaeosauridát, David A. Burnham azt feltételezte, hogy a Bambiraptor feinbergi falakó lehetett. A fán való élet, ami az evolúciós nyomás miatt válhatott szükségessé, nagyobb agyméretet eredményezhetett. Burnham emellett azt az elméletet is felvetette, amely szerint a nagyobb agyméret a gyors zsákmányállatok, például a gyíkok és az emlősök vadászata miatt vált hasznossá. Az eddig felfedezett dinoszauruszok közül a Bambiraptornak volt a testméretéhez képest a legnagyobb agya, de ennek mérete az életkor következménye is lehet, ugyanis a fiatalabb állatok testhez viszonyított agymérete nagyobb a felnőttekénél. A Bambiraptor emellett hosszú karokkal és jól fejlett villacsonttal rendelkezett.

## Tollazat

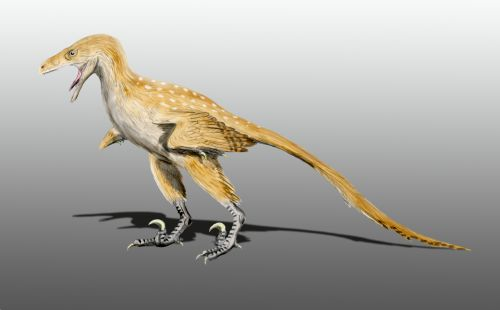
A Bambiraptor rekonstrukciója

A konferencián, melyen a Bambiraptort először bemutatták, a dinoszaurusz rekonstrukciós specialista Brian Cooley az állatot tollakkal ábrázolta annak ellenére, hogy a fosszíliával együtt nem kerültek elő a tollazat nyomai. Döntését befolyásolta az a tény, hogy a Bambiraptor a kladisztikai elemzés szerint az igazi madarakat is magába foglaló Paraves csoport tagja, melyen belül a tollas nemeket (például a Caudipteryxet) szintén tartalmazó Oviraptorosauria testvértaxonjaként helyezkedik el, továbbá az is, hogy a Bambiraptor a filogenetikus elemzés szerint szintén tollas lehetett. A legtöbb őslénykutató támogatta Cooley nézetét, a további felfedezések pedig igazolták, hogy az olyan kisméretű dromaeosauridákat, mint a Bambiraptor teljesen tollak borították (lásd Dromaeosauridae).

## Fordítás
- Ez a szócikk részben vagy egészben a Bambiraptor című angol Wikipédia-szócikk ezen változatának fordításán alapul.  Az eredeti cikk szerkesztőit annak laptörténete sorolja fel. Ez a jelzés csupán a megfogalmazás eredetét és a szerzői jogokat jelzi, nem szolgál a cikkben szereplő információk forrásmegjelöléseként.